# Hanskühnenburg

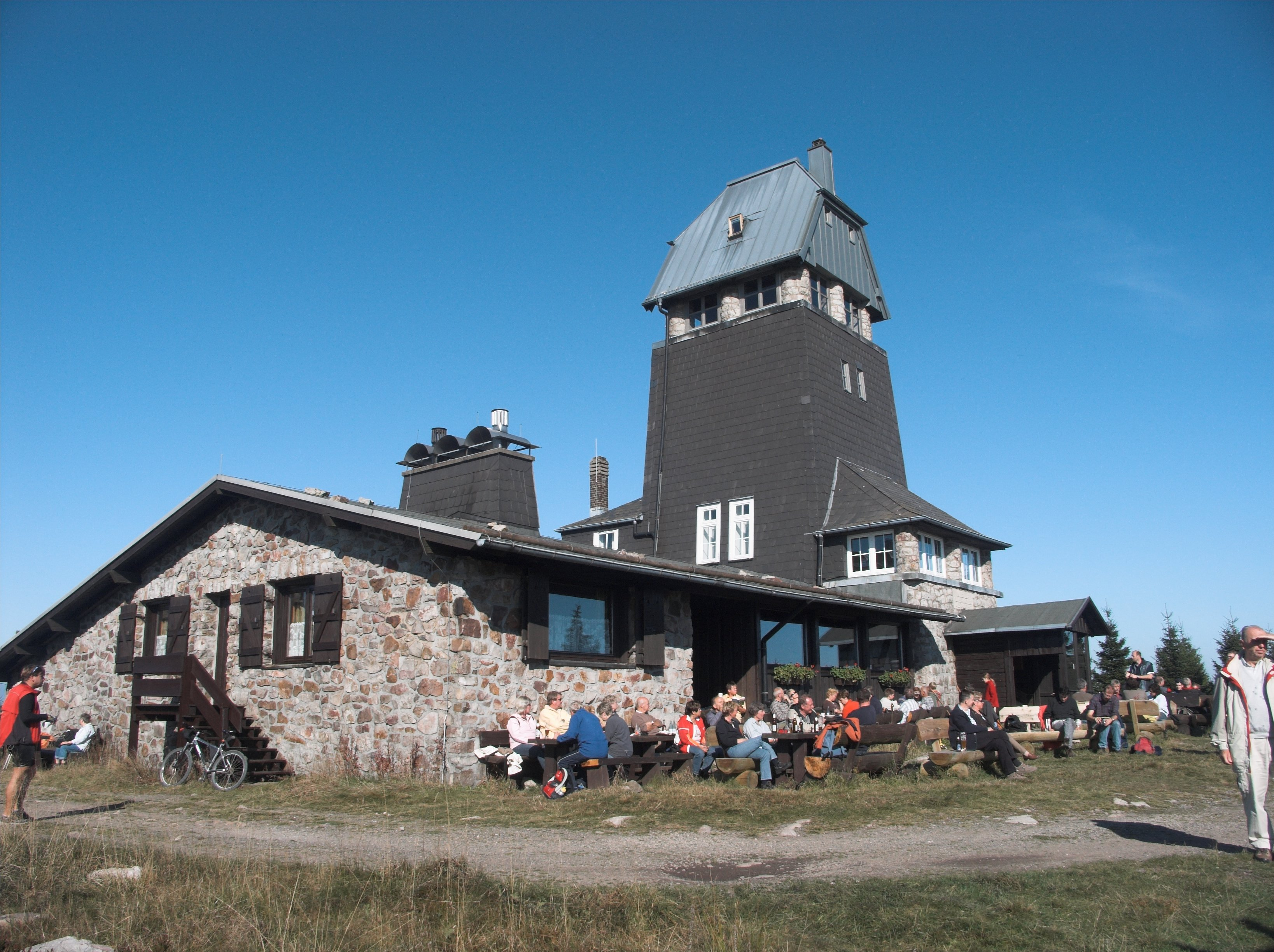
Baude und Turm

Die Hanskühnenburg ist eine bewirtschaftete Bergbaude im Westharz. Sie steht auf 811 m ü. NHN auf dem Höhenzug „Auf dem Acker“ mitten im Nationalpark Harz und besitzt einen Aussichtsturm. Ihr Name rührt von der 300 m nordöstlich gelegenen sagenumwobenen Hanskühnenburg-Klippe her, die am 14. August 1784 von Johann Wolfgang von Goethe aufgesucht wurde. Gegenüber dem Aussichtsturm befindet sich der im Vergleich zur Klippe relativ kleine Hanskühnenburg-Felsen. An diesem wurde 1999 eine Bronzetafel angebracht, die an Goethes Besuch erinnert.

## Geschichte

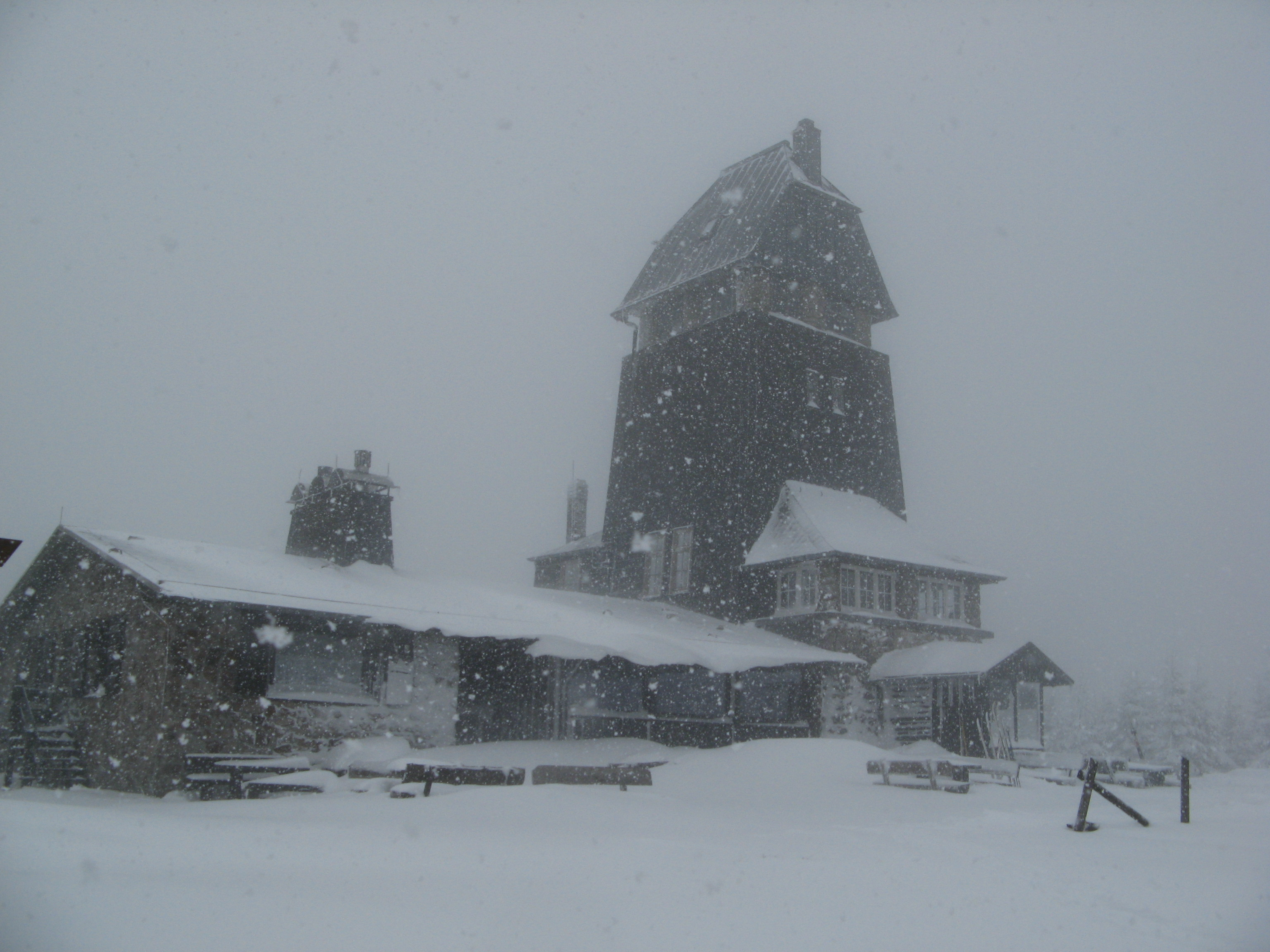
Hanskühnenburg im Schneetreiben

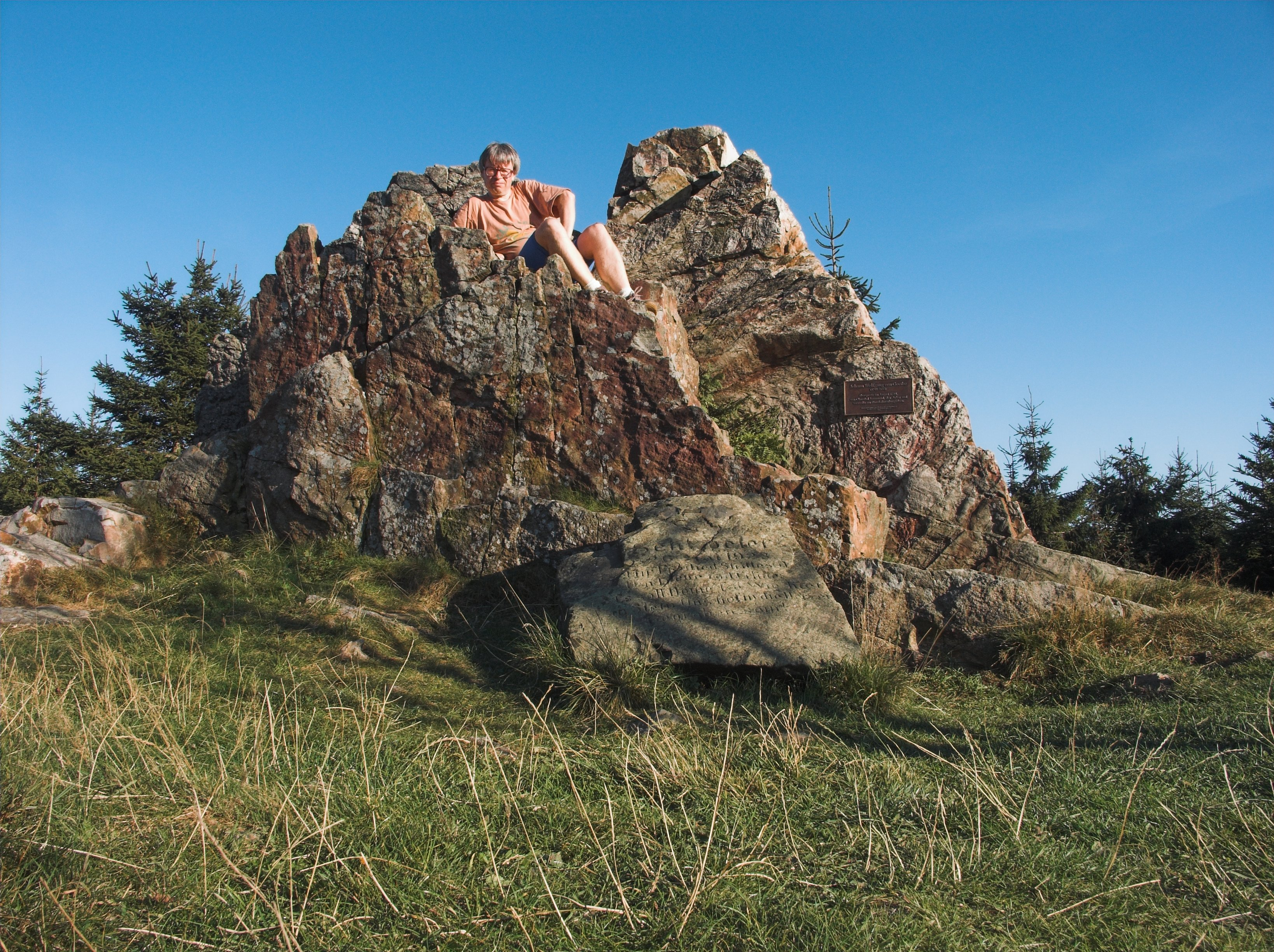
Hanskühnenburg-Felsen

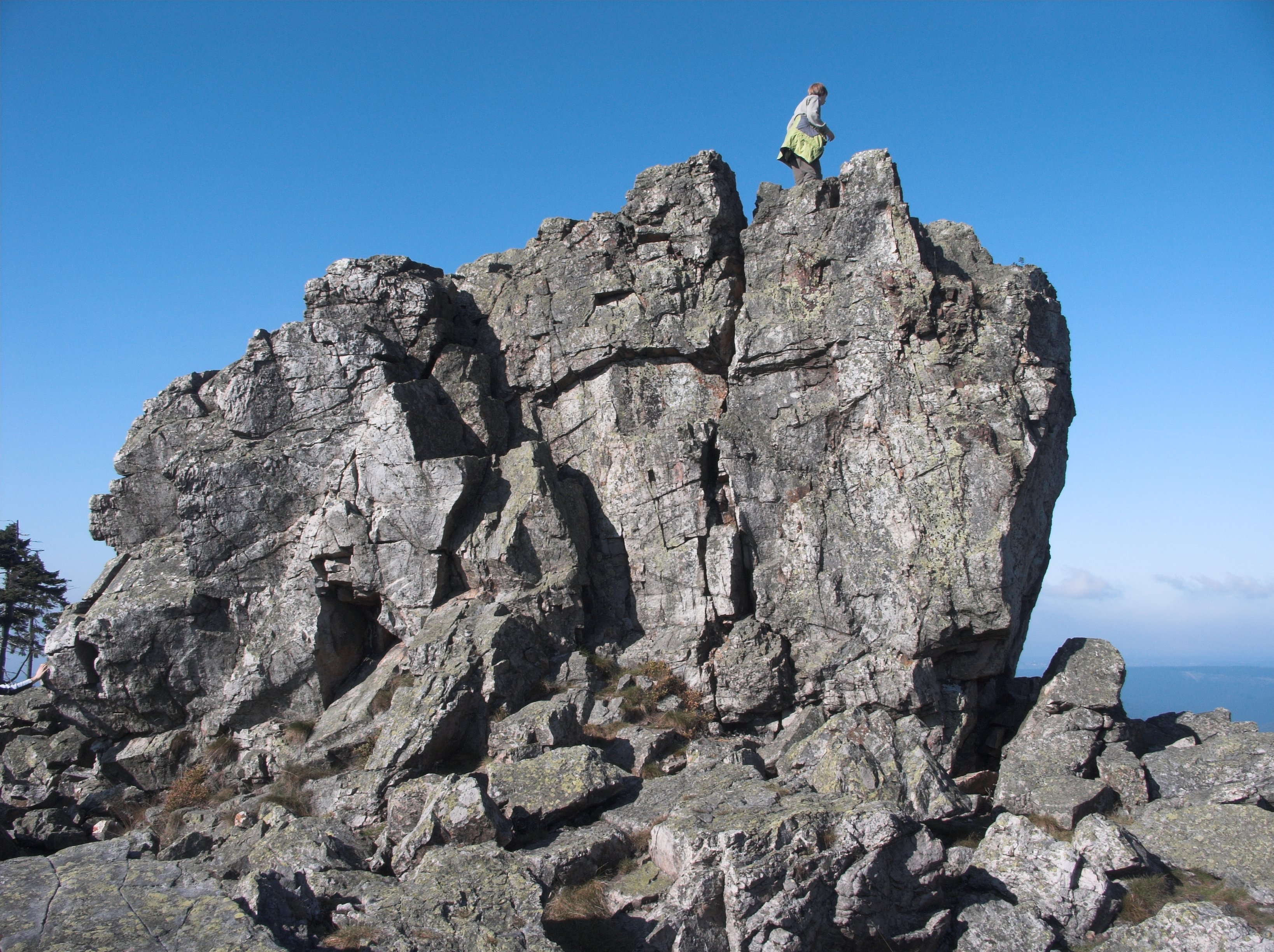
Hanskühnenburg-Klippe

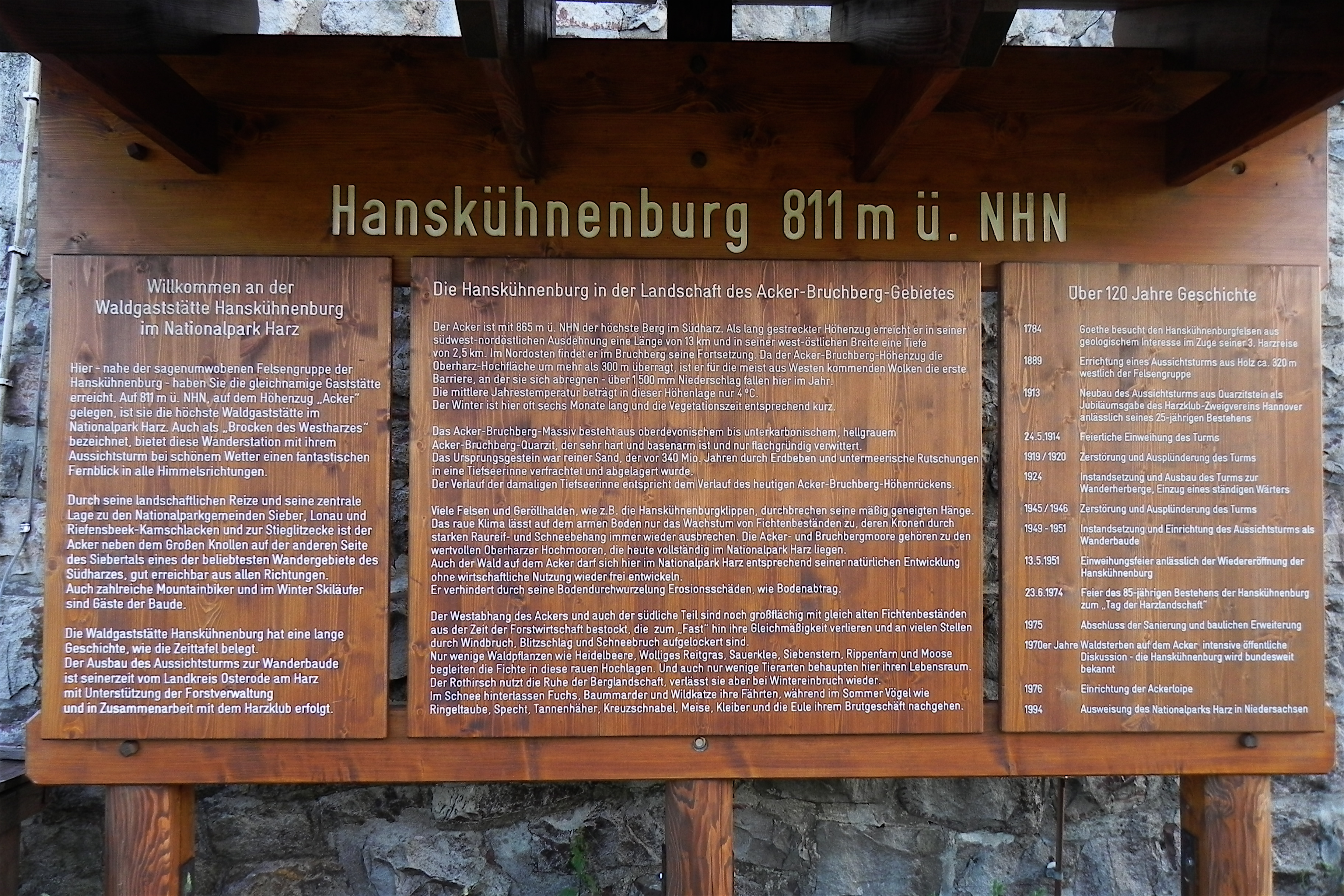
Informationstafeln an der Baude

Am Ende des 19. Jahrhunderts errichtete der Zweigverein Osterode des Harzklubs einen ersten hölzernen Aussichtsturm und eine bewirtschaftete Schutzhütte auf dem dicht bewaldeten Ackerkamm, die 1889 eingeweiht wurden. Der Turm zeigte sich den Witterungsbedingungen nicht gewachsen und war 1912 so schadhaft geworden, dass er abgerissen werden musste. Ein Jahr später begann der Zweigverein Hannover an gleicher Stelle durch den Architekten August Kelpe mit dem Bau eines steinernen Turmes, der 1914 fertiggestellt wurde.
Der Erste Weltkrieg brachte den Ausflugsverkehr zum Erliegen und die Bewirtschaftung der Baude, die sich weitab von allen Ansiedlungen befand, musste eingestellt werden. Im Jahre 1922 öffnete die Gastwirtschaft wieder.
In dem inzwischen marode gewordenen Bauwerk erfolgte ab 1947 wieder eine Bewirtschaftung, die 1957 eingestellt werden musste, als Baude und Turm baupolizeilich gesperrt wurden. 1958 waren die Auflagen soweit erfüllt, dass die Sperrung aufgehoben werden konnte; eine erforderliche grundlegende Sanierung war nicht erfolgt. 1971 waren die Schäden an der Hanskühnenburg erneut so gravierend, dass das Objekt wiederum gesperrt wurde. Nach Notreparaturen konnten Turm und Baude 1972 wieder geöffnet werden.
Der Harzklub verfügte nicht über die erforderlichen Mittel für eine Sanierung des Objektes und übergab es 1974 in die Trägerschaft des Landkreises Osterode, der den Um- und Ausbau der Hanskühnenburg in Angriff nahm. 1975 waren die Arbeiten für 500.000 DM abgeschlossen und der Baudenbetrieb lief wieder an.
Mit der 1976 fertiggestellten 13,5 km langen Ackerloipe wurde die Hanskühnenburg im Winter zu einem beliebten Rastplatz für Skilangläufer.
Der Turm bietet eine gute Rundsicht über die Berge des Oberharzes. Er ist außerdem die einzige Stelle, von der man die beiden einstigen Zentren des Oberharzer Bergbaues, Clausthal und Sankt Andreasberg, gleichzeitig sehen kann.
Der Name Hanskühnenburg geht möglicherweise zurück auf Hans-Heinrich Kone (andere Schreibweisen: Keune(n), Köhne, Kühne(n), Kramer) (* im November 1639; † 4. Juni 1677), der ab 1669 als Hüttengewerke Teilhaber an der Lonauer Eisenhütte und an der Lonauerhammerhütte war. Weiterhin gab es zur gleichen Zeit noch einen anderen Hans Heinrich Keunen, der als Fuhrknecht bezeichnet wurde.

## Wanderwege
Die Hanskühnenburg ist aus allen Himmelsrichtungen durch vielfältige Wanderwege erreichbar. Längere Touren bieten sich von Osterode über den Stadtwald und Kammweg oder auch entlang der Sösetalsperre an. Aus Richtung Herzberg erfolgt der Aufstieg von Lonau durch das Tal der Großen Lonau (asphaltierte Straße) bzw. das Siebertal. Einen ähnlich großen Höhenunterschied hat man zu überwinden, wenn man von Riefensbeek-Kamschlacken zur Baude hochwandert. Am bequemsten erreicht man sie jedoch von der an der Harzhochstraße gelegenen Stieglitzecke. Dort befindet sich ein großer Parkplatz und eine Bushaltestelle. Von der Stieglitzecke gibt es zwei Wege zur Hanskühnenburg. Der Weg an der Ostseite, die Ackerstraße, ist ein breiter Waldweg mit nur einer nennenswerten Steigung kurz vor der Baude. Wesentlich bessere Aussichten, insbesondere am Vormittag, findet man entlang des Reitstieges an der Acker-Westseite. Dieser Weg ist aber sehr uneben und dadurch durchaus anstrengend.
Der Turm ist nur während der Öffnungszeiten der Gaststätte zugänglich.
Die Hanskühnenburg ist als Nr. 144 in das System der Stempelstellen der Harzer Wandernadel einbezogen. Sie steht darüber hinaus am höchsten Punkt des Harzer Baudensteigs.